# 100 días para enamorarse
100 días para enamorarse es una telecomedia romántica argentina. Creada por Sebastián Ortega y producida por Underground para Telefe. Protagonizada  por Carla Peterson, Nancy Dupláa, Luciano Castro y Juan Minujín. Coprotagonizada por Pablo Rago y Juan Gil Navarro. También, contó con las actuaciones juveniles de Maite Lanata, Franco Rizzaro, Jeremías Batto Colini y Malena Narvay. Las actuaciones especiales de Ludovico Di Santo, Michel Noher y los primeros actores Osvaldo Laport, Mario Pasik y Marita Ballesteros. Y las participaciones de Jorgelina Aruzzi, Macarena Paz, Leticia Siciliani y Manuela Pal como actrices invitadas. El guion estuvo a cargo de Ernesto Korovsky, Silvina Frejdkes y Alejandro Quesada.
La ficción se grabó desde febrero hasta diciembre de 2018 y se estrenó el 7 de mayo de ese mismo año. Se emitió de lunes a jueves desde las 22:30 hasta las 23:45 horas, en el prime time de la emisora, culminando el 12 de diciembre de 2018. El 1 de octubre de 2018, la telenovela cambió de horario para comenzar media hora tarde, a las 22:15, debido al estreno de la segunda temporada de La Voz Argentina.
La serie aborda muchos temas como la inclusión, el acoso escolar y callejero, la transexualidad, la diversidad en la composición de familias, la homosexualidad, el divorcio y separación de parejas cuando son relaciones tóxicas, drogas y alcohol, noviazgo adolescente, y muchas otras cuestiones.
En 2019, en la 49.º entrega de los Premios Martin Fierro la tira ganó seis premios, entre ellos los más importantes como ‹mejor ficción diaria› y el ‹Martín Fierro de Oro›.

## Argumento
Cuenta la historia de dos amigas, Laura (Carla Peterson) y Antonia (Nancy Dupláa), que ponen a prueba sus vínculos amorosos. Ellas son amigas de toda la vida, pero son el agua y el aceite, se adoran y se complementan. En las parejas de ambas hay amor y desgaste; el paso del tiempo las encuentra sosteniendo un matrimonio de 18 años y con hijos.

## Elenco y personajes

### Principal
- Carla Peterson como Laura Contempomi Méndez, una exitosa abogada de clase alta que vive en el barrio de Puerto Madero, Buenos Aires, junto a su esposo Gastón y sus hijos Santiago y Rodrigo. Laura es una mujer inteligente, protectora de su familia y amigos y, a veces, una madre un poco ingenua.
- Nancy Dupláa como Antonia Salinas, una fuerte mujer de clase trabajadora. Se crio en el taller de automóviles de su padre, desarrollando un carácter fuerte que, a menudo, la hace chocar con otras personas. A pesar de ser como el agua y el aceite, Antonia es la inseparable mejor amiga de Laura.
- Luciano Castro como Diego Castelnuovo, un viejo amigo del grupo que regresa de Chile después de haber desaparecido durante más de una década. Diego es un exitoso y solitario ginecólogo, cuya vida dará un giro inesperado al enterarse de que tiene un hijo en común con Antonia al que no conoce.
- Juan Minujín como Gastón Guevara, el marido de Laura y padre de Rodrigo y Santiago. Gastón lleva adelante el estudio de abogados Guevara-Contempomi junto a su esposa, y las constantes peleas matrimoniales son las causantes del pacto de separación que da inicio a la trama. Gastón, un hombre algo egoísta, intenta adaptarse a los nuevos tiempos siendo un buen padre.

### Secundario
- Pablo Rago como Jorge "Coco" Carulias, es el marido de Antonia. Es un hombre dejado, fanático del rock y mujeriego, pero con buen corazón.
- Juan Gil Navarro como Javier Fernández Prieto, el marido de Inés. Es bígamo y mantiene una doble vida.
- Ludovico Di Santo como Paul Contempomi, el hermano de Laura. Está enamorado de Fidel, el profesor de Literatura del colegio de Rodrigo y Juan.
- Manuela Pal como Florencia Fernández Berra, es la otra esposa de Javier y vive en San Antonio de Areco.
- Michel Noher como Fidel Garrido, el profesor de Literatura del colegio. Su sexualidad es puesta en duda cuando conoce a Paul.
- Leticia Siciliani como Carmen, la secretaria, asistente y cabeza de los Recursos Humanos del estudio Guevara-Contempomi. Estudia Abogacía y es una chica un poco ignorante, quien suele tomar partido por Laura en las peleas que esta tiene con Gastón.
- Graciela Tenenbaum como Raquel, es la empleada de la casa de Laura y Gastón.
- Maite Lanata como Juana "Juani"/ Juan Castelnuovo Salinas, el hijo de Antonia y Diego. Al principio de la tira, Juan aparece como una joven que no se siente cómoda con su cuerpo y decide iniciar un camino de transición sexual, enfrentando todos los obstáculos sociales que eso conlleva, tanto en su entorno familiar como escolar. Juan se enamora de Emma, una de sus compañeras del colegio.
- Franco Rizzaro como Rodrigo Guevara Contempomi, el hijo de Laura y Gastón y mejor amigo de Juan. Rodrigo es un chico un poco problemático y le gusta pinchar música en fiestas.
- Macarena Paz como Catalina Connor, es la exesposa de Fidel y profesora de inglés del colegio.

### Invitados especiales
- Osvaldo Laport como Gino “Bambi” Salinas, el padre de Antonia. Es un hombre clásico y conservador, a quien la transición de género de su nieto le afecta profundamente.

### Participaciones especiales
- Jorgelina Aruzzi como Inés Sosa, es la esposa de Javier, una mujer algo impredecible, ninfómana y coqueta. A menudo, es uno de los condimentos humorísticos más importantes de la tira.
- Mario Pasik como Miguel Contempomi, es el padre de Laura y Paul.
- Marita Ballesteros como Beatriz “Bea” Méndez de Contempomi, es la madre de Laura y Paul.

### Recurrentes
- Jeremías Batto Colini como Santiago Guevara Contempomi, es el segundo hijo de Laura y Gastón.
- Constantine Ganosis como Juan Fianci, él es un actor y director. Este es amigo de Sosa y Javier.
- Marina Bellati como Solange, es la madre de Emma y Aarón.
- Malena Narvay como Emma Rosenfeld
- Cawi Blaksley como Amparo Gra
- Jerónimo Bosia como Tomás Garzón
- Lucía Maciel como Norma
- Fiorela Duranda como Julieta Fernández Sosa
- Junior Pisanú como Facundo Soler
- Facundo Calvo como Ciro Bianchini
- Agustina Mindlin como Luli Cerberas
- Lola Toledo como Azul Garrido
- Luz Palazón como Lidia Molfino
- Alma Gandini como Sandra
- Gian Degrossi como Marcelo González

### Invitados
- Benjamín Vicuña como Emiliano Iturria
- Verónica Llinás como Alicia Castelnuovo
- Muriel Santa Ana como Anette Guevara
- Daniel Hendler como Mariano Solís
- Andrea Rincón como Deborah Costa
- Luciano Cáceres como Nicolás "Nicky" Pianiza
- Violeta Urtizberea como Valeria Baños
- Paula Cancio como Clara Garrido
- Leonora Balcarce como Irina Solís
- Sandra Mihanovich como Dra. Nancy Ventura
- Eleonora Wexler como Renata Grimaldi
- Victorio D'Alessandro como Sandro "Machete" González
- Noelia Marzol como Vanesa Perla
- Moria Casán como Brígida Sandoval
- Luciana Salazar como Silvia Cafrarole
- Marco Antonio Caponi como Gonzalo
- Nazareno Casero como Fernando
- Mex Urtizberea como Félix
- Gastón Frías como Giraldes
- Malena Villa como Sofía
- Paola Barrientos como Bettina
- Julieta Zylberberg como Patricia “Pato”
- Dan Breitman como Guido
- Ivana Nadal como Malena
- Sebastián Wainraich como Paco
- Eliseo Barrionuevo como Manu
- Juan Manuel Guilera como Matías Murano
- Gastón Ricaud como el Dr. Martín
- Virginia da Cunha como Celeste
- Facundo Espinosa como Aníbal Fernández
- Gustavo Conti como Hernán
- Malena Sánchez como Marina
- Abril Sánchez como Laura Contempomi (adolescente)
- Joaquín Flamini como Gastón Guevara (adolescente)
- Luli Torn como Antonia Salinas (adolescente)
- Agustín Vera como Diego Castelnouvo (adolescente)
- Gabriel Epstein como Paul Contempomi (adolescente)
- Agustín Ovati como Mariano Solís (adolescente)
- Justina Bustos como Ángeles Chicco Ruiz
- Antonella Ferrari como Charo Solís
- Tomás Ottaviano como Nicolás Fernández Berra
- Laura Cymer como Telma "Telmi"
- Mauricio Lavaselli como Pancho
- Emilia Claudeville como Eugenia
- Silvina Escudero como Magdalena
- Joaquín Berthold como Leonidas “Leo” October
- Julieta Bartolomé como Noelia
- Juan Pablo Pagliere como Víctor
- Juan Sorini como Benicio
- Ezequiel Quintana como Ezequiel
- Gonzalo Altamirano como Aarón
- Lola Morán como Soledad
- Daniela Pantano como Úrsula
- Mauro Álvarez como Gerónimo
- Esteban Lisazo como Manu

### Cameos
- Ulises Bueno
- Benito Cerati
- Martin Kovacs como El Demente

## Promoción y producción
El 20 de febrero de 2018, se realizaron las fotos y vídeos promocionales, mientras que el 26 de febrero comenzaron las grabaciones. El 11 de marzo, Martín Ortega, el productor artístico del programa, reveló el logotipo oficial en su cuenta de Twitter. El 12 de marzo, durante los comerciales de la miniserie Sandro de América, Telefe estrenó las dos primeras promociones, anunciando el proyecto como «muy pronto» y apareciendo Peterson, Duplaa, Castro y Minujín en ambas. El 24 de abril, se dio a conocer la fecha y horario de estreno durante la presentación de la telecomedia en donde asistió todo el elenco.
Durante la semana previa al estreno, varios de los actores visitaron distintos programas de Telefe, como Morfi, todos a la mesa, Cortá por Lozano, Pampita Online y PH: Podemos Hablar, para promocionar el estreno de la ficción.

## Recepción
Cien días para enamorarse salió al aire tras la emisión del capítulo final de El Sultán, y promedió en su primera entrega sin cortes publicitarios, 16.0 puntos de índice de audiencia, con un pico de 17.1, convirtiéndose en lo más visto del día, superando en su franja a Simona (eltrece, 21:30 h), que obtuvo una media de 10.2.
Silvina Lamazares, para el diario Clarín, escribió acerca del estreno: «Moderna, ágil, con diálogos picantes y sobrevuelo por todos los estados, propone un pintoresco retrato sobre los distintos tipos de vida conyugal, atravesado por la amistad». Sobre los personajes, comentó que cuentan con interesantes perfiles, con rasgos de ironía, frescura y honestidad. A su vez, la crítica destacó el reparto de la tira.
Durante la semana anterior al estreno, varios de los actores visitaron diferentes programas de Telefe, como Morfi, todos a la mesa, Cortá por Lozano, Pampita Online y PH, podemos hablar, para promover el estreno de la ficción.
La serie tuvo, a lo largo de sus 125 emisiones, un índice de audiencia promedio de 15.1, ubicándose como una de las producciones más vistas en la televisión argentina durante 2018. El episodio más visto fue el último, que promedió 18.0, el 12 de diciembre. Por otro lado, el índice de audiencia más bajo lo obtuvo el 4 de septiembre, con 12.6 de media.

## Capítulos
La telenovela había sido concebida para durar 80 capítulos, sin embargo luego del éxito en índice de audiencia se decidió extender la tira a 125 capítulos renovando así los contratos del elenco.

## Adaptaciones
- El 23 de julio de 2019, se anunció que Showtime desarrollaría una versión estadounidense.[11]
- La versión chilena 100 días para enamorarse se estrenó por el canal Mega en diciembre de 2019 como sucesora de Juegos de poder. Producida por DDRío Estudios y protagonizada por María Elena Swett, Luz Valdivieso, Fernando Larraín y Sebastián Layseca.
- 100 días para enamorarnos es el nombre de la adaptación realizada por la cadena Telemundo para el público hispano, se estrenó en 2020. Protagonizada por Mariana Treviño, Ilse Salas, Erick Elías y el argentino David Chocarro. En esta adaptación Carla Peterson tendrá una participación especial como actriz invitada interpretando a una abogada argentina como un cameo a la historia original de Sebastián Ortega.
- En 2021 Caracol Televisión anunciará la versión colombiana 100 días para enamorarse

## Premios y nominaciones
| Lista de premios y nominaciones | Lista de premios y nominaciones  | Lista de premios y nominaciones                                              | Lista de premios y nominaciones                        | Lista de premios y nominaciones | Lista de premios y nominaciones | Lista de premios y nominaciones |
| Año                             | Organización                     | Categoría                                                                    | Nominado/a (s)                                         | Resultado                       | Ref(s)                          |                                 |
| ------------------------------- | -------------------------------- | ---------------------------------------------------------------------------- | ------------------------------------------------------ | ------------------------------- | ------------------------------- | ------------------------------- |
| 2018                            | Kids' Choice Awards Argentina    | Actriz favorita                                                              | Maite Lanata                                           | Nominada                        | [ 12 ]                          |                                 |
| 2018                            | Kids' Choice Awards Argentina    | Villano favorito                                                             | Malena Narvay                                          | Nominada                        | [ 12 ]                          |                                 |
| 2018                            | Legislatura Porteña              | Mejor ficción de Interés para la Promoción y Defensa de los Derechos Humanos | 100 días para enamorarse                               | Ganador                         | [ 13 ]                          |                                 |
| 2018                            | Premios Notirey                  | Mejor ficción diaria                                                         | 100 días para enamorarse                               | Ganador                         | [ 14 ]                          |                                 |
| 2018                            | Premios Notirey                  | Mejor producción                                                             | 100 días para enamorarse                               | Ganador                         | [ 14 ]                          |                                 |
| 2018                            | Premios Notirey                  | Revelación masculina                                                         | Franco Rizzaro                                         | Nominado                        | [ 14 ]                          |                                 |
| 2018                            | Premios Notirey                  | Revelación masculina                                                         | Agustín Vera                                           | Nominado                        | [ 14 ]                          |                                 |
| 2018                            | Premios Notirey                  | Revelación femenina                                                          | Maite Lanata                                           | Ganadora                        | [ 14 ]                          |                                 |
| 2018                            | Premios Notirey                  | Revelación femenina                                                          | Luli Torn                                              | Nominada                        | [ 14 ]                          |                                 |
| 2018                            | Premios Notirey                  | Revelación femenina                                                          | Antonella Ferrari                                      | Nominada                        | [ 14 ]                          |                                 |
| 2018                            | Premios Notirey                  | Mejor actriz en ficción diaria                                               | Carla Peterson                                         | Nominada                        | [ 14 ]                          |                                 |
| 2018                            | Premios Notirey                  | Mejor actriz en ficción diaria                                               | Nancy Dupláa                                           | Nominada                        | [ 14 ]                          |                                 |
| 2018                            | Premios Notirey                  | Mejor actor en ficción diaria                                                | Juan Minujín                                           | Nominado                        | [ 14 ]                          |                                 |
| 2018                            | Premios Notirey                  | Mejor actriz de reparto                                                      | Jorgelina Aruzzi                                       | Ganadora                        | [ 14 ]                          |                                 |
| 2018                            | Premios Notirey                  | Mejor actriz de reparto                                                      | Leticia Siciliani                                      | Nominada                        | [ 14 ]                          |                                 |
| 2018                            | Premios Notirey                  | Mejor actor de reparto                                                       | Michel Noher                                           | Nominado                        | [ 14 ]                          |                                 |
| 2018                            | Premios Notirey                  | Notirey de Oro                                                               | 100 días para enamorarse                               | Ganador                         | [ 14 ]                          |                                 |
| 2018                            | Premios Produ                    | Mejor telenovela de Latinoamérica                                            | 100 días para enamorarse                               | Ganador                         | [ 15 ]                          |                                 |
| 2018                            | Premios Produ                    | Mejor escritor(es) de serie, superserie o telenovela                         | Silvina Frejdkes, Ernesto Korovsky y Alejandro Quesada | Nominados                       | [ 16 ]                          |                                 |
| 2019                            | Premios Martín Fierro            | Mejor ficción diaria                                                         | 100 días para enamorarse                               | Ganador                         | [ 17 ]                          |                                 |
| 2019                            | Premios Martín Fierro            | Martín Fierro de Oro                                                         | 100 días para enamorarse                               | Ganador                         | [ 17 ]                          |                                 |
| 2019                            | Premios Martín Fierro            | Mejor actor protagonista de ficción diaria                                   | Juan Minujín                                           | Ganador                         | [ 17 ]                          |                                 |
| 2019                            | Premios Martín Fierro            | Mejor actor protagonista de ficción diaria                                   | Luciano Castro                                         | Nominado                        | [ 17 ]                          |                                 |
| 2019                            | Premios Martín Fierro            | Mejor actriz protagonista de ficción diaria                                  | Carla Peterson                                         | Ganadora                        | [ 17 ]                          |                                 |
| 2019                            | Premios Martín Fierro            | Mejor actriz protagonista de ficción diaria                                  | Nancy Duplaá                                           | Nominada                        | [ 17 ]                          |                                 |
| 2019                            | Premios Martín Fierro            | Mejor actor de reparto                                                       | Juan Gil Navarro                                       | Nominado                        | [ 17 ]                          |                                 |
| 2019                            | Premios Martín Fierro            | Mejor actor de reparto                                                       | Pablo Rago                                             | Nominado                        | [ 17 ]                          |                                 |
| 2019                            | Premios Martín Fierro            | Mejor actriz de reparto                                                      | Jorgelina Aruzzi                                       | Nominada                        | [ 17 ]                          |                                 |
| 2019                            | Premios Martín Fierro            | Mejor actriz de reparto                                                      | Maite Lanata                                           | Ganadora                        | [ 17 ]                          |                                 |
| 2019                            | Premios Martín Fierro            | Mejor autor / libretista                                                     | Ernesto Korovsky, Silvina Frejdkes y Alejandro Quesada | Ganadores                       | [ 17 ]                          |                                 |
| 2019                            | Premios Martín Fierro            | Mejor director                                                               | Mariano Ardanaz y Pablo Ambrosini                      | Nominados                       | [ 17 ]                          |                                 |
| 2019                            | Premios Martín Fierro            | Mejor cortina musical                                                        | «A punto» – Amigos Raros                               | Nominados                       | [ 17 ]                          |                                 |
| 2019                            | Premios Fund TV                  | Mejor ficción diaria                                                         | 100 días para enamorarse                               | Ganadora                        | [ 18 ]                          |                                 |
| 2019                            | Premios Argentores               | Mejor telenovela episódica                                                   | 100 días para enamorarse                               | Ganador                         | [ 19 ]                          |                                 |
| 2019                            | Premios Martín Fierro de la Moda | Mejor vestuario en programa de ficción                                       | 100 días para enamorarse                               | Nominado                        | [ 20 ]                          |                                 |